# Alev Lenz
Alev Lenz (Múnic, 17 de gener de 1982) és una cantant turco-alemanya. La seva mare és turca i el seu pare és alemany. Lenz és solista del grup Alev (flama en turc) a Alemanya.
Alev Lenz també escriu lletres de cançons. Va escriure les líriques dels cover tracks dels àlbums més recents d'Anoushka Shankar.